# 圣佩德罗-德留德维特列斯
圣佩德罗-德留德维特列斯，是西班牙加泰罗尼亚巴塞罗那省的一个市镇。总面积5平方公里，总人口2346人（2013年），人口密度443人/平方公里。